# 11826 Yurijgromov
11826 Yurijgromov là một tiểu hành tinh vành đai chính với chu kỳ quỹ đạo là 2069.3893853 ngày (5.67 năm).
Nó được phát hiện ngày 25 tháng 10 năm 1982.